# Пунитовці
45°26′ пн. ш. 18°25′ сх. д. / 45.43° пн. ш. 18.41° сх. д.
Пунитовці (хорв. Punitovci) – громада і населений пункт в Осієцько-Баранській жупанії Хорватії.

## Населення
Населення громади за даними перепису 2011 року становило 1 803 осіб. Населення самого поселення становило 635 осіб.
Динаміка чисельності населення громади:
Динаміка чисельності населення центру громади:

## Населені пункти
Крім поселення Пунитовці, до громади також входять: 
- Йосиповаць-Пунитовацький
- Юр'єваць-Пунитовацький
- Крндія

## Клімат
Середня річна температура становить 11,03°C, середня максимальна – 25,41°C, а середня мінімальна – -6,20°C. Середня річна кількість опадів – 690 мм.
| Клімат поселення                              | Клімат поселення | Клімат поселення | Клімат поселення | Клімат поселення | Клімат поселення | Клімат поселення | Клімат поселення | Клімат поселення | Клімат поселення | Клімат поселення | Клімат поселення | Клімат поселення | Клімат поселення |
| Показник                                      | Січ.             | Лют.             | Бер.             | Квіт.            | Трав.            | Черв.            | Лип.             | Серп.            | Вер.             | Жовт.            | Лист.            | Груд.            |                  |
| Середній максимум, °C                         | 5,72             | 8,04             | 12,68            | 17,23            | 22,33            | 25,41            | 25,21            | 24,81            | 20,88            | 15,41            | 9,45             | 5,50             |                  |
| Середня температура, °C                       | −0,22            | 2,10             | 6,70             | 11,24            | 16,35            | 19,44            | 21,13            | 20,73            | 16,79            | 11,32            | 5,39             | 1,40             |                  |
| Середній мінімум, °C                          | −6,2             | −3,9             | 0,72             | 5,30             | 10,38            | 13,47            | 17,03            | 16,64            | 12,71            | 7,23             | 1,29             | −2,7             |                  |
| Норма опадів, мм                              | 44               | 41               | 42               | 52               | 64               | 88               | 65               | 61               | 52               | 60               | 67               | 54               |                  |
| Середньомісячна швидкість вітру, м/с          | 2.20             | 2.40             | 2.70             | 2.60             | 2.30             | 2.10             | 2.10             | 1.90             | 1.90             | 2.00             | 2.10             | 2.20             |                  |
| Середньомісячна сонячна радіація, кДж/м²·день | 4281             | 6911             | 10894            | 15419            | 19317            | 21453            | 22190            | 20420            | 14917            | 9349             | 4837             | 3581             |                  |
| --------------------------------------------- | ---------------- | ---------------- | ---------------- | ---------------- | ---------------- | ---------------- | ---------------- | ---------------- | ---------------- | ---------------- | ---------------- | ---------------- | ---------------- |
| Джерело:                                      |                  |                  |                  |                  |                  |                  |                  |                  |                  |                  |                  |                  |                  |